# Trilex
Trilex (eigen schrijfwijze trilex) is een merknaam van Die Länderbahn met het hoofdkantoor in Hrádek nad Nisou.

## Geschiedenis

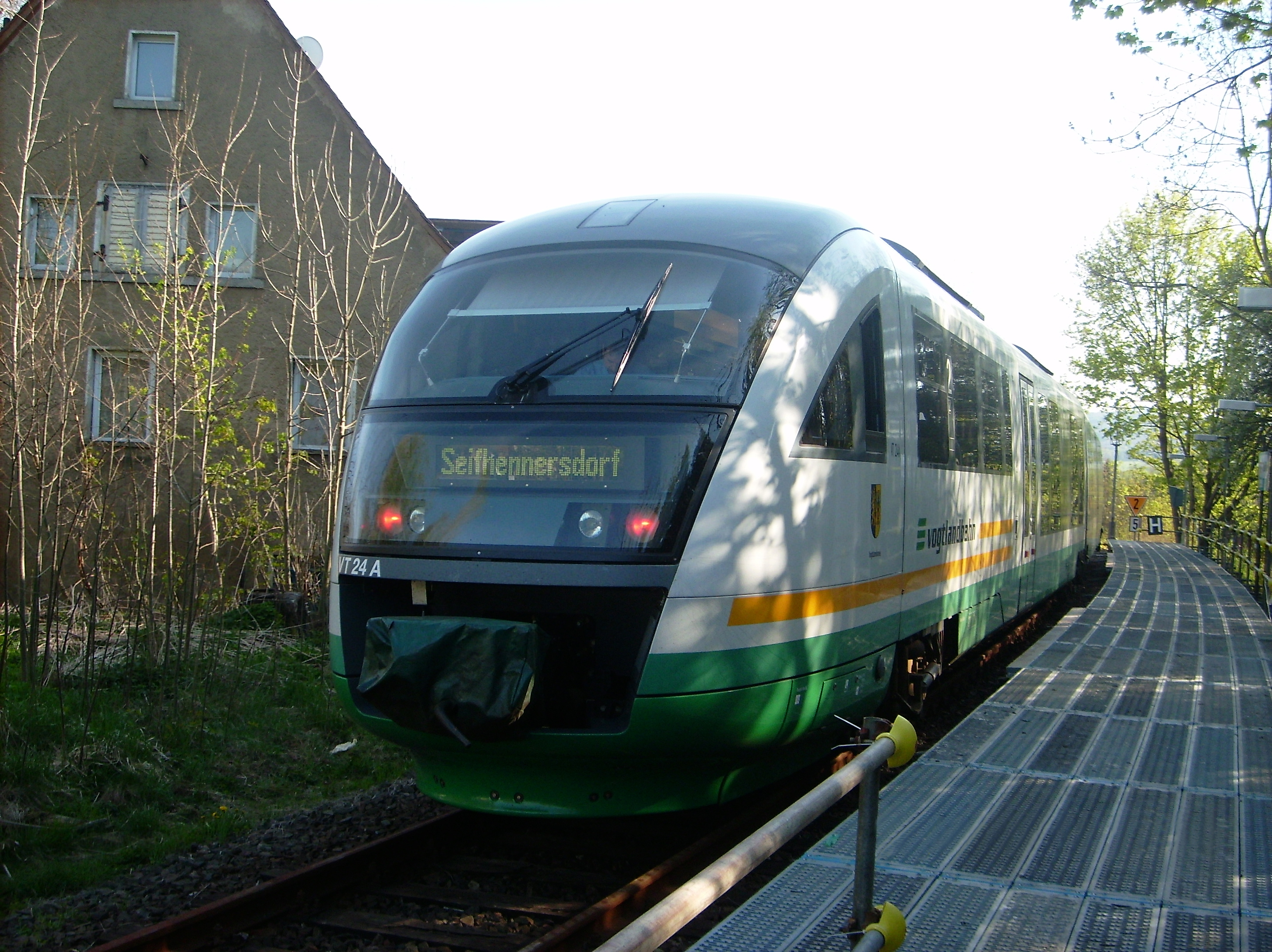
Trilex bij de eindhalte Seifhennersdorf (2011)

Trilex werd eind 2010 als merknaam van de toenmalige Vogtlandbahn (tegenwoordig Die Länderbahn GmbH) in het leven geroepen, nadat deze sinds 2009 de exploitatie rond het drielandenpunt Duitsland, Polen en Tsjechië op de lijnen van Liberec via Zittau naar Seifhennersdorf en Rybniště voor 10 jaar zeker kon stellen. Grondslag voor de concessie was een Duits-Tsjechische aanbesteding van de drie concessieverleners Liberecký kraj, Ústecký kraj en ZVON voor de exploitatie van de drielandenlijn Liberec - Zittau - Varnsdorf - Rybniště/Seifhennersdorf.
De merknaam Trilex komt voort uit een namenwedstrijd in oktober 2013 en staat voor drielandenexpres. Het voorvoegsel tri- komt van het Griekse voorvoegsel voor drie en de uitgang -lex is terug te leiden van de namenfilosofie van Vogtlandbahn, zodat deze bij de merknaam alex aansluit. Met de merknaam wordt naar de drie landen Duitsland, Tsjechië en Polen, die door de treinen worden aangedaan, verwezen.

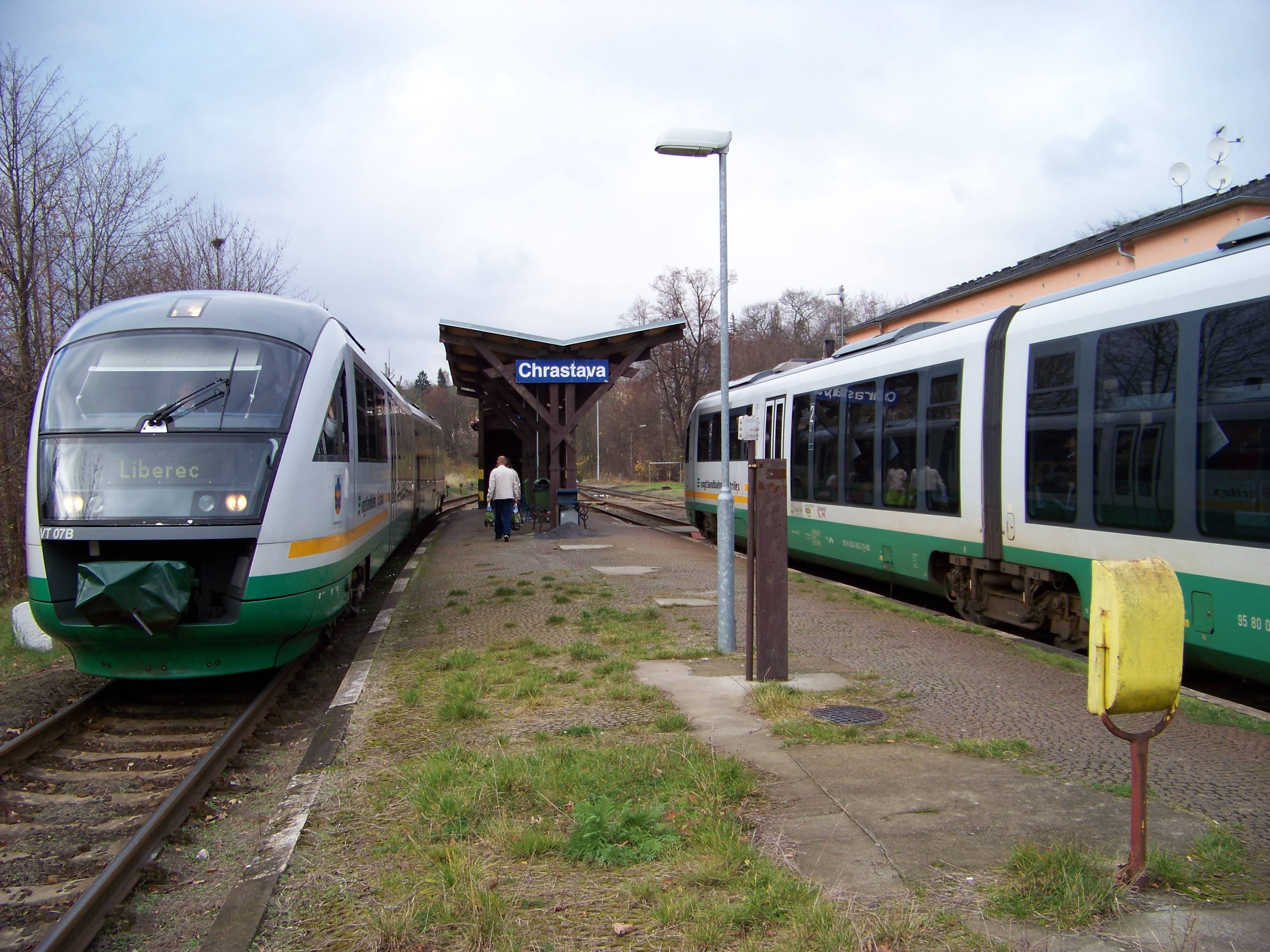
Treinkruising van Trilex-treinen in Chrastava (2013)

Bij de start van de exploitatie nam Trilex de diensten over van de Sächsisch-Böhmische Eisenbahngesellschaft en České dráhy. Zo wordt er een overstapvrije verbinding van Liberec naar Seifhennersdorf respectievelijk Rybniště aangeboden, welk elk uur rijdt tussen Liberec en Varnsdorf. Vanuit Varnsdorf wordt het ene uur naar Seifhennersdorf gereden en het andere uur naar Rybniště. Bovendien wordt er in de spits elk halfuur gereden tussen Liberec en Hrádek nad Nisou.
Eind juni 2013 maakte de ZVON na een gezamenlijke aanbesteding met de Verkehrsverbund Oberelbe (VVO) bekend, dat de Vogtlandbahn het verkeer op de zogenaamde Ostsachsen-Netz op de spoorlijnen Dresden - Bischofswerda - Bautzen - Löbau - Görlitz en Dresden - Bischofswerda - Wilthen - Oberoderwitz - Zittau - Liberec vanaf december 2014 voor in totaal vier jaar mag exploiteren. Tegen deze beslissing ging de vorige vervoerder DB Regio Südost in beroep bij de rechter in Leipzig.
De rechter besloot dat de concessieverleners de aanbiedingen van DB Regio en Vogtlandbahn op nieuw moest beoordelen. Na de herbeoordeling maakte de ZVON in oktober 2013 bekend, dat de Vogtlandbahn de concessie gewonnen had.
In maart 2014 werd bekendgemaakt dat het Ostsachsen-Netz eveneens onder de naam Trilex gereden wordt. Daarbij slaat de verwijzing tri in de merknaam nu ook op de drie regio's Dresdner Elbtal, Oberlausitz en het bovenste dal van de Lausitzer Neiße.
De ov-organisaties VVO en ZVON maakte eind februari 2015 bekend dat de directe verbinding van Dresden via Görlitz naar Wrocław Główny opgeheven werd. De rede hiervoor was het gebrek aan financiële middelen vanuit Polen.
Sinds eind februari 2015 heeft Trilex een lynx (Duits: Luchs) met de naam Luca als mascotte. De naam werd gekozen uit een wedstrijd met 400 voorstellen voor een naam.
Bij de nieuwe dienstregeling op 13 december 2015 werd de directe verbinding Dresden - Görlitz - Wrocław/Breslau weer in gebruik genomen. De DB Regio Südost rijdt als onderaannemer voor Trilex en de KD (Koleje Dolośląskie).

## Lijnen
Door Trilex wordt op drie spoorboeklijnen (Kursbuchstrecken; KBS) 230, 235 en 236/089 de volgende vijf lijnen in opdracht van de ov-organisaties Liberecký kraj, Ústecký kraj, VVO en ZVON geëxploiteerd.
| Lijnen | Route | Lengte     | Stations | Periode                             |
| ------ | --- | ---------- | -------- | ----------------------------------- |
| RE 1   | Dresden Hbf - Bischofswerda - Bautzen - Löbau - Görlitz enkele treinen doorgaand tot Wroław Głowny (Breslau) (Dresden-Wrocław-Express) | 105 km     | 10/38    | 14 december 2014 - 8 december 2018  |
| RE 2   | Dresden Hbf - Bischofswerda - Zittau (- Liberec)                                                                                       | 105/132 km | 13/19    | 14 december 2014 - 8 december 2018  |
| RB 60  | Dresden Hbf - Bischofswerda - Bautzen - Löbau - Görlitz                                                                                | 105 km     | 23       | 14 december 2014 - 8 december 2018  |
| RB 61  | Dresden Hbf - Bischofswerda - Zittau                                                                                                   | 105 km     | 28       | 14 december 2014 - 8 december 2018  |
| L7     | Liberec - Zittau - Varnsdorf - Rybniště/Seifhennersdorf (Mandaubahn)                                                                   | 56/50 km   | 17/16    | 12 december 2010 - 12 december 2020 |

Tussen Liberec en Varnsdorf rijden de treinen elke 60 minuten. De takken naar Seifhennersdorf en Rybniště worden afwisselend elke twee uur bediend. Tussen Liberec en Hrádek nad Nisou wordt de frequentie in de spits verhoogd naar een halfuurfrequentie. De lijn L7 werd tussen de start van de exploitatie en december 2014 TLX genoemd en tot december 2016 TL70.
De lijnen RE1 en RE2 rijden elke twee uur, waardoor er tussen Dresden en Bischofswerda een uurfrequentie ontstaat. Ook de lijnen RB60 en RB61, die elke twee uur rijden, vullen elkaar aan tot een uurfrequentie tussen Dresden en Bischofswerda. Door de overlapping met de RB34 van de Städtebahn Sachsen ontstaat er tussen Dresden en Radeberg een scheve halfuurdienst. Tussen Bischofswerda en Görlitz verdicht de lijn OE60V van ODEG met de lijn RB60 tot een uurfrequentie. De lijnen RE1 en RE2 werden bij de start van de exploitatie door Trilex tot december 2016 als TLX1 en TLX2 genummerd ("Trilex-Express"). De Regionalbahn-lijnen RB60 en RB61 hadden in dezelfde periode de nummers TL60 en TL61.

## Materieel

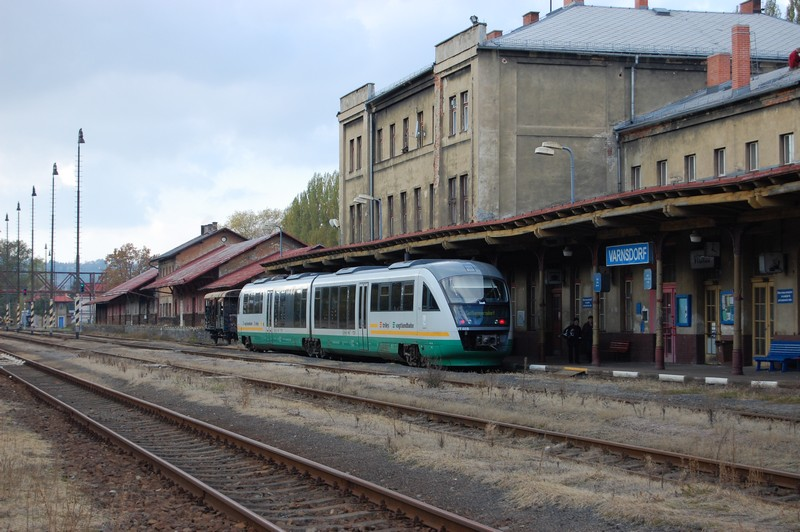
Trilex in station Varnsdorf (2011)

Op de bovengenoemde lijnen worden hoofdzakelijk treinstellen van het type Desiro Classic ingezet. Het gaat om 26 treinstellen van dit type van Die Länderbahn, de deels door de deelstaten Saksen en Beieren gefinancierd werden. Voor de ritten naar Polen rijdt DB Regio - met zijn eigen daarvoor uitgeruste treinstellen van het type Desiro Classic - als onderaannemer van Die Länderbahn. Ook na het staken van het grensoverschrijdende verkeer sinds maart 2015 rijdt DB Regio een deel van de ritten tot Görlitz. Daarbij stelt ook DB Regio machinisten beschikbaar. De treinen rijden meestal met enkele of twee gekoppelde treinstellen en soms zelfs met drie treinstellen.
Alleen op de lijn L7 werden deels ook treinstellen van het type RegioSprinter van de Vogtlandbahn ingezet. Door defecten werden ook gehuurde Regio-Shuttle RS1 ingezet.
De treinstellen worden bij Die Länderbahn in Neumark, bij de Ostdeutsche Instandhaltungsgesellschaft (ODIG) of deels ook bij de Deutsche Bahn in Dresden onderhouden. De opstelterreinen bevinden zich in Görlitz, Dresden en Zittau.
Sinds april 2015 worden extra vier Regio-Shuttles, die van ODEG werden overgenomen, op lijn L7 ingezet. Deze dekte samen met een Desiro het complete verkeer op de lijn L7 af en loste ook de storingsgevoelige RegioSprinter af.
In 2013 werden twee Desiro-treinstellen met de namen Hrádek nad Nisou en Großschöna (Sachs) gedoopt. Alle overige treinstellen hebben geen naam. Eén Desiro maakt sinds december 2014 reclame voor de Zittauer Schmallspurbahn. Ook de van ODEG gekochte Regio-Shuttels droegen reclame-uitingen voor toeristische bestemmingen in het Trilex-netwerk. Een helft van een andere Desiro werd in het kleurenschema van Koleje Dolośląskie gebracht, om de verbindingen van deze spoorwegmaatschappij naar Jelenia Góra en Wrocław Główny aandacht te geven.
Tussen december 2014 en juni 2016 waren enkele Desiro-treinstellen als vervangende treinstellen bij Oberpfalzbahn ingezet omdat de nieuwe treinstellen voor Oberpfalzbahn nog niet geleverd waren. Na de terugkeer van deze treinstellen werden de met reclame verschenen vier Regio-Shuttles planmatig niet meer op het Trilex-netwerk ingezet. Actueel worden naast de Desiro Classic op lijn L7 ook de Regio-Shuttle van Vogtlandbahn ingezet.
Sinds medio april 2017 rijdt er een Desiro-treinstel met reclame voor uitstapjes naar het Zittauer Gebirge.